# Copa Federación 2009 (voleibol)
La I Copa Federación se llevó a cabo del 11 al 14 de junio de 2009 en el Coliseo Niño Héroe Manuel Bonilla de la ciudad de Lima, Perú. Las selecciones de Venezuela y Perú representaron a la Confederación Sudamericana de Voleibol; mientras que la de Cuba y Puerto Rico, a la NORCECA. El torneo amistoso sirvió de preparación para la selección sub-18 de Perú para el mundial de Tailandia 2009.

## Equipos participantes
- Cuba
- Perú
- Puerto Rico
- Venezuela

## Primera fase

### Resultados
| Fecha    | Encuentro               | Resultado | Set   | Set   | Set   | Set   | Set | Puntuación total |
| Fecha    | Encuentro               | Resultado | 1     | 2     | 3     | 4     | 5   | Puntuación total |
| -------- | ----------------------- | --------- | ----- | ----- | ----- | ----- | --- | ---------------- |
| 11-04-09 | Venezuela - Puerto Rico | 3-1       | 25-23 | 14-25 | 25-19 | 25-20 |     | 87-89            |
| 11-04-09 | Perú - Cuba             | 0-3       | 19-25 | 19-25 | 23-25 |       |     | 61-75            |
| 12-04-09 | Cuba - Puerto Rico      | 1-3       | 25-21 | 23-25 | 17-25 | 23-25 |     | 88-96            |
| 12-04-09 | Perú - Venezuela        | 0-3       | 17-25 | 23-25 | 18-25 |       |     | 58-75            |
| 13-04-09 | Venezuela - Cuba        | 3-1       | 25-15 | 25-21 | 19-25 | 25-20 |     | 94-81            |
| 13-04-09 | Perú - Puerto Rico      | 1-3       | 23-25 | 27-25 | 23-25 | 13-25 |     | 86-100           |

### Clasificación
| Pos | Equipo      | PJ | PG | PP | SF | SC | PTS |
| --- | ----------- | -- | -- | -- | -- | -- | --- |
| 1   | Venezuela   | 3  | 3  | 0  | 9  | 2  | 6   |
| 2   | Puerto Rico | 3  | 2  | 1  | 7  | 5  | 5   |
| 3   | Cuba        | 3  | 1  | 2  | 5  | 6  | 4   |
| 4   | Perú        | 3  | 0  | 3  | 1  | 9  | 3   |

## Fase final

### Tercer lugar
| Fecha    | Encuentro   | Resultado | Set   | Set   | Set   | Set   | Set | Puntuación total |
| Fecha    | Encuentro   | Resultado | 1     | 2     | 3     | 4     | 5   | Puntuación total |
| -------- | ----------- | --------- | ----- | ----- | ----- | ----- | --- | ---------------- |
| 17-05-09 | Perú - Cuba | 1-3       | 25-22 | 21-25 | 19-25 | 11-25 |     | 76-97            |

### Final
| Fecha    | Encuentro               | Resultado | Set   | Set   | Set   | Set   | Set | Puntuación total |
| Fecha    | Encuentro               | Resultado | 1     | 2     | 3     | 4     | 5   | Puntuación total |
| -------- | ----------------------- | --------- | ----- | ----- | ----- | ----- | --- | ---------------- |
| 17-05-09 | Venezuela - Puerto Rico | 3-0       | 25-23 | 17-25 | 16-25 | 21-25 |     | 79-98            |

## Campeón
| Venezuela           |
| Campeón             |
| Venezuela 1º título |

## Clasificación general
| Pos | Equipo      |
| --- | ----------- |
| 1   | Venezuela   |
| 2   | Puerto Rico |
| 3   | Cuba        |
| 4   | Perú        |